# Brigitte Lahaie
Brigitte Lahaie (născută Brigitte Lucie Jeanine Van Meerhaeghe; n. 12 octombrie 1955, Tourcoing, Nord-Pas-de-Calais, Franța) este o prezentatoare de radio și actriță pornografică franceză.

## Biografie
Brigitte Lucie Jeanine Van Meerhaeghe s-a născut în Tourcoing, Franța. A plecat de acasă la Paris la vârsta de 18 ani, unde a început să lucreze ca vânzătoare de pantofi. Curând, a fost remarcată pentru fizicul ei și a acceptat o propunere de a poza goală pentru reviste erotice.

## Carieră
A început să lucreze în industria filmelor pentru adulți în 1976, la un an după legalizarea pornografiei hardcore în Franța, sub numele de „Brigitte Lahaie” și diverse alte nume de scenă. În primul ei film a fost dublură pentru unele scene ale unei alte actrițe.
Ea a ales să figureze ca „Brigitte Lahaie” în majoritatea acestora, numele său de familie fiind un transfer în franceză al numelui său flamand „vanmeerhaeghe”, în care «haeghe» înseamnă „gard viu”, întrucât „la haie” este „gardul viu” în franceză.
Lahaie a apărut în I... de la Icar (1980), cu Yves Montand, în rolul unei stripteuze și în Afacerea Pigot (1981), cu Alain Delon, în rolul unei asistente medicale. Ea a continuat să facă, de asemenea, filme de exploatare softcore și naziste, precum și videouri nasoale în această perioadă. În 1987, a jucat rolul unei cântărețe în emisiunea specială de televiziune a lui Michel Denisot⁠(d), La Plus Belle Nuit du Cinéma (în română Cea mai frumoasă noapte a cinematografului), transmisă de Zénith.
De-a lungul carierei sale, Lahaie a publicat mai multe cărți, majoritatea autobiografice, precum și câteva romane. În anii 2000, ea a fost adesea prezentă în emisiunea Les Grosses Têtes, difuzată pe RTL, fiind, de asemenea, din 2001, gazda emisiunii Lahaie, l'Amour et Vous la Radio Monte Carlo⁠(d), un talk-show zilnic, de la 14:00 până la 16:00, care se ocupa în principal de dragoste și sex. Emisiunea s-a încheiat în 2016, postul de radio lăudând activitatea sa pe tema sexualității ca fiind unică în ceea ce privește succesul și longevitatea.

## Viață personală
Lahaie nu are copii.
Este pasionată de călărie, un interes care i-ar fi fost inspirat când a văzut filmul White Mane⁠(d) în adolescență. Ea a comentat în direct evenimentele ecvestre de la Jocurile Olimpice de vară din 2012 pentru RMC.

## Controverse
În urma scandalului Harvey Weinstein și a mișcării Me Too care a urmat, o sută de femei din Franța au semnat, la 9 ianuarie 2018, o declarație publică în care au denunțat ceea ce au considerat a fi o întoarcere la „puritanism” care „servește de fapt interesele dușmanilor libertății sexuale, ale extremiștilor religioși, ale celor mai răi reacționari”. Lahaie a fost co-semnatar al acestei declarații, alături de alte celebrități precum Catherine Deneuve, Ingrid Caven⁠(d) și Catherine Millet⁠(d). În aceeași seară, Lahaie a participat la o dezbatere televizată, unde a declarat că femeile pot avea orgasm atunci când sunt violate. Câteva luni mai târziu, în mai, Lahaie a declarat, în interviuri și la televiziune, că comentariul său a fost „scos din context”, că „nu regretă” și că nu a susținut niciodată sexul fără consimțământ sau violența de orice fel împotriva femeilor.

## Filmografie
| An   | Titlu                                                  | Rol                         | Note                                 |
| ---- | ------------------------------------------------------ | --------------------------- | ------------------------------------ |
| 1970 | Frissons africains                                     |                             | creditată ca Brigitte Deslages       |
| 1977 | Jouir jusqu'au délire                                  | Annie                       |                                      |
| 1977 | Couples en chaleur                                     | vânzătoarea                 |                                      |
| 1977 | Vibrations sexuelles                                   | asistenta psihologică       |                                      |
| 1977 | Suprêmes jouissances                                   | Doris                       |                                      |
| 1977 | Les plaisirs fous                                      | Claude                      |                                      |
| 1977 | Chaleurs intimes                                       | Anneer                      | necreditată                          |
| 1977 | Sarabande porno                                        |                             |                                      |
| 1977 | Parties fines                                          | baroneasa Solange           | creditată ca B. Lahaye               |
| 1977 | Entrecuisses                                           | Patricia                    |                                      |
| 1977 | Cathy, fille soumise                                   | Mélanie                     |                                      |
| 1977 | C'est la fête à mon cul                                |                             |                                      |
| 1977 | Arrête, tu me déchires                                 |                             |                                      |
| 1977 | La face cachée d'Hitler                                |                             |                                      |
| 1977 | Je suis une belle salope                               | Marianne                    |                                      |
| 1978 | Rentre c'est bon                                       | verișoara                   |                                      |
| 1978 | Bordel SS                                              |                             |                                      |
| 1978 | Inonde mon ventre                                      | Lise                        |                                      |
| 1978 | Caresses Infernales                                    |                             |                                      |
| 1978 | Le bijou d'amour                                       | Gordonna                    |                                      |
| 1978 | La rabatteuse                                          | Jocelyne                    |                                      |
| 1978 | Touchez pas au zizi                                    | Karen                       |                                      |
| 1978 | Je suis à prendre                                      | Hélène                      |                                      |
| 1978 | Les grandes jouisseuses                                | Marianne                    |                                      |
| 1978 | Étreintes                                              |                             |                                      |
| 1978 | Bouches expertes                                       | Claudine                    |                                      |
| 1978 | Cuisses infernales                                     | Jocelyne                    |                                      |
| 1978 | Chaude et perverse Emilia                              |                             |                                      |
| 1978 | La mouillette                                          |                             |                                      |
| 1978 | Blondes humides                                        |                             |                                      |
| 1978 | Les raisins de la mort                                 | fata blondă                 | creditată ca Brigitte Lahaye         |
| 1978 | Prends-moi de force                                    | Brigitte                    |                                      |
| 1978 | Tout pour jouir                                        | make-up artistă             |                                      |
| 1978 | Excès pornographiques                                  | Marie-Christine             |                                      |
| 1978 | Ondées brûlantes                                       | Brigitte                    |                                      |
| 1978 | Langues cochonnes                                      |                             |                                      |
| 1978 | Festival érotique                                      |                             |                                      |
| 1978 | Viol, la grande peur                                   | studenta veterinar          | creditată ca Brigitte Lahaye         |
| 1978 | La clinique des fantasmes                              | Marilyn Richards            |                                      |
| 1978 | Porno roulette                                         |                             |                                      |
| 1978 | Les chattes                                            |                             | English                              |
| 1979 | La Vitrine du plaisir                                  |                             |                                      |
| 1979 | Le chouchou de l'asile                                 |                             |                                      |
| 1979 | Couple cherche esclave sexuel                          | Barbara                     |                                      |
| 1979 | New Generation                                         |                             |                                      |
| 1979 | Une femme spéciale                                     |                             | necreditată                          |
| 1979 | Je brûle de partout                                    | Lorna                       |                                      |
| 1979 | Estivantes pour homme seul                             | Mélanie                     |                                      |
| 1979 | Anna cuisses entrouvertes                              |                             |                                      |
| 1979 | Parties chaudes                                        | Hélène                      |                                      |
| 1979 | Photos scandale                                        | Juliette                    |                                      |
| 1979 | Auto-stoppeuses en chaleur                             | Denise                      | creditată ca Brigitte Lahaye         |
| 1979 | Soumission                                             | Madam Clarisse              | creditată ca Brigitte Lahaye         |
| 1979 | La grande mouille                                      |                             |                                      |
| 1979 | Sechs Schwedinnen im Pensionat                         | Greta                       |                                      |
| 1979 | Tremblements de chair                                  |                             |                                      |
| 1979 | Fascination                                            | Eva                         |                                      |
| 1979 | Pénétrez-moi par le petit trou                         | Christiane                  |                                      |
| 1979 | Cette malicieuse Martine                               | clienta unchiașului         | creditată ca Brigitte Bordeaux       |
| 1979 | I... de la Icar                                        | Ursula Hoffmann, stripteuza |                                      |
| 1979 | L'histoire des 3 petits cochons                        |                             |                                      |
| 1980 | Les petites garces                                     |                             |                                      |
| 1980 | The Colonel's Nieces                                   | Julia                       |                                      |
| 1980 | Pénétrations méditerranéennes                          | Brigitte                    |                                      |
| 1980 | Gefangene Frauen                                       | Rita                        |                                      |
| 1980 | Le retour des veuves                                   |                             |                                      |
| 1980 | Ta gueule, je t'aime!                                  | Ingrid                      |                                      |
| 1980 | Le journal érotique d'une Thailandaise                 | Claudine                    | creditată ca Brigette Lahaye         |
| 1980 | La Nuit des traquées                                   | Elysabeth                   |                                      |
| 1980 | Maîtresse pour couple                                  | Brigitte                    |                                      |
| 1980 | Sechs Schwedinnen von der Tankstelle                   | Greta                       |                                      |
| 1980 | Le coup du parapluie                                   | fata din piscină            | Uncredited                           |
| 1980 | Les enfilées                                           | femeia din pat rotativ      |                                      |
| 1980 | Les petites écolières                                  | directoarea școlii          |                                      |
| 1980 | Le segrete esperienze di Luca e Fanny                  | Simona                      | creditată ca Brigitte van Meerhaegue |
| 1981 | Enquêtes                                               |                             |                                      |
| 1981 | Diva                                                   | fata care scapă             | menționată că Brigitte Simonin       |
| 1981 | Parties très spéciales                                 |                             |                                      |
| 1981 | Deux gamines                                           |                             |                                      |
| 1981 | Body-body à Bangkok                                    |                             |                                      |
| 1981 | Afacerea Pigot                                         | asistenta medicală          | creditată ca Brigitte Simonin        |
| 1981 | Si ma gueule vous plaît...                             | stripteuza                  | creditată ca Brigitte Simonin        |
| 1981 | Les paumées du petit matin                             |                             |                                      |
| 1981 | Paul Raymond's Erotica                                 | Brigitte                    |                                      |
| 1982 | Un patron astrolog                                     | Sandra                      | creditată ca Brigitte Simonin        |
| 1982 | Nestor Burma, détective de choc                        | fata de la petrecere        | necreditată                          |
| 1982 | N'oublie pas ton père au vestiaire                     |                             | creditată ca Brigitte Simonin        |
| 1982 | Julchen und Jettchen, die verliebten Apothekerstöchter | Jenny                       |                                      |
| 1982 | Hot Action                                             |                             |                                      |
| 1982 | Electric Blue 5                                        | Fanny                       |                                      |
| 1983 | Baisers exotiques                                      | Elisabeth                   |                                      |
| 1983 | Éducation anglaise                                     | Henriette                   |                                      |
| 1984 | La France interdite                                    |                             |                                      |
| 1985 | Brigade des mœurs                                      |                             | creditată ca Brigitte Simonin        |
| 1985 | Joy et Joan                                            | Joy                         |                                      |
| 1986 | L'exécutrice                                           | Martine                     |                                      |
| 1986 | Suivez mon regard                                      | femeia                      |                                      |
| 1986 | Le couteau sous la gorge                               | Valérie Landis              |                                      |
| 1987 | On se calme et on boit frais à Saint-Tropez            | Alexandra                   |                                      |
| 1987 | Le diable rose                                         | Naska / Lolita              |                                      |
| 1988 | Faceless                                               | Nathalie                    |                                      |
| 1988 | Dark Mission: Flowers of Evil                          | Mauria                      |                                      |
| 1990 | Henry & June                                           | escorta lui Henry Miller    |                                      |
| 1995 | Electric Blue: Sex Model File #4                       | Fanny                       |                                      |
| 1997 | Les deux orphelines vampires                           |                             |                                      |
| 1998 | Cornets in Time                                        |                             |                                      |
| 2002 | La fiancée de Dracula                                  | She-wolf                    |                                      |
| 2004 | Calvaire                                               | Miss Vicky                  |                                      |
| 2009 | Quelque chose à te dire                                |                             |                                      |
| 2013 | Le bonheur                                             | Dr. Alice                   |                                      |
| 2020 | Une dernière fois                                      | Salomé                      |                                      |